# کاتاف-ایوانوفسک
شهر کاتاف-ایوانوفسک (به روسی: Катав-Ивановск) در کشور روسیه و در اوبلاست چلیابینسک واقع شده‌است.